# Byggetekniker
Byggetekniker er et 2-årigt afstigningsforløb under uddannelsen til bygningskonstruktør. Uddannelsen er en erhvervsakademiuddannelse, der giver adgang til titlen Byggetekniker AK.
Det kræver at man er dygtig til at regne og jonglere med tal og formler. Det er en fordel, at være god til at tegne. Byggeteknikerens arbejde er at  rådgive i forbindelse med byggeri, og de indgår i tæt samarbejde med ingeniører, arkitekter og entreprenører.
Byggeteknikere er ansat i mange forskellige typer firmaer og virksomheder. Det kan fx være i entreprenørvirksomheder, ingeniørfirmaer, el-selskaber, tekniske forvaltninger eller arkitektfirmaer.
Byggeteknikerne udfører beregninger og tegninger og udarbejde planer over arbejdets udførelse. De kontrollerer, at byggeriet eller anlægsarbejdet lever op til de krav, lovgivningen stiller, og de er med til at udarbejde ansøgninger om byggetilladelse.
Byggeteknikerne projekterer og laver detaljerede planer, tegninger og beskrivelser af et byggeprojekt. Tegne- og projekteringsarbejdet foregår for en stor del ved hjælp computer aided design CAD.
Uddannelsen giver ret til at anvende titlen byggetekniker AK. Den engelske titel er AP Graduate in Construction Technology.
Uddannelsens engelske betegnelse er Academy Profession Degree Programme in Construction Technology.